# Yaşar Erkan
Yaşar Erkan (ur. 30 kwietnia 1911 w Erzincan, zm. 18 maja 1986 w Stambule) – turecki zapaśnik. Złoty medalista olimpijski z Berlina.
Walczył w obu stylach. Zawody w 1936 były jego jedynymi igrzyskami olimpijskimi, triumfował w wadze piórkowej w stylu klasycznym. Jego medal był pierwszym złotym medalem olimpijskim zdobytym przez tureckiego sportowca.